# Record de vitesse aquatique
Pour les articles homonymes, voir Record de vitesse.
Le record de vitesse aquatique est ratifié par l'Union internationale motonautique. Obtenu par le Spirit of Australia, il est actuellement de 511,128 km/h (317,60 mph) et date de 1978.
| Date              | Navire              | Pilote                             | Nat. pilote | Lieu                  | Vitesse km/h |
| ----------------- | ------------------- | ---------------------------------- | ----------- | --------------------- | ------------ |
| 19 septembre 1919 | HD-4                | Frederick Walker Baldwin (en)      |             | Lac Bras d'Or         | 114,04       |
| 15 septembre 1920 | Miss America        | Garfield Wood (en)                 |             | Rivière Détroit       | 120,49       |
| 6 septembre 1921  | Miss America II     | Gar Wood                           |             | Rivière Détroit       | 129,66       |
| 10 novembre 1924  | Farman Hydroglider  | Jules Fisher                       |             | Seine                 | 140,64       |
| 4 septembre 1928  | Miss America II     | Gar Wood                           |             | Rivière Détroit       | 149,408      |
| 23 mars 1929      | Miss America VII    | Gar Wood                           |             | Indian Creek          | 149,867      |
| 13 juin 1930      | Miss England II     | Henry Segrave                      |             | Windermere            | 158,939      |
| 20 mars 1931      | Miss America IX     | Gar Wood                           |             | Indian Creek          | 164,565      |
| 15 avril 1931     | Miss England II     | Kaye Don                           |             | Rio Paraná            | 166,55       |
| 31 juin 1931      | Miss England II     | Kaye Don                           |             | Lac de Garde          | 177,387      |
| 5 février 1932    | Miss America IX     | Gar Wood                           |             | Indian Creek          | 179,783      |
| 18 juillet 1932   | Miss England III    | Kaye Don                           |             | Loch Lomond           | 188          |
| 18 juillet 1932   | Miss England III    | Kaye Don                           |             | Loch Lomond           | 192,82       |
| 20 septembre 1932 | Miss America X      | Gar Wood                           |             | Rivière Sainte-Claire | 200,94       |
| 1 septembre 1937  | Bluebird K3 (en)    | Malcolm Campbell                   |             | Lac Maggiore          | 203,29       |
| 2 septembre 1937  | Bluebird K3         | Malcolm Campbell                   |             | Lac Maggiore          | 208,41       |
| 17 septembre 1938 | Bluebird K3         | Malcolm Campbell                   |             | Hallwilersee          | 210,68       |
| 19 août 1939      | Bluebird K4         | Malcolm Campbell                   |             | Coniston Water        | 228,11       |
| 26 juin 1950      | Slo-Mo-Shun IV      | Stanley Sayres (en), Ted O. Jones  |             | Lac Washington        | 258,015      |
| 7 juillet 1952    | Slo-Mo-Shun IV      | Stanley Sayres, Elmer Leninschmidt |             | Lac Washington        | 287,263      |
| 23 juillet 1955   | Bluebird K7         | Donald Campbell                    |             | Ullswater             | 325,60       |
| 16 novembre 1955  | Bluebird K7         | Donald Campbell                    |             | Lac Mead              | 347,94       |
| 19 septembre 1956 | Bluebird K7         | Donald Campbell                    |             | Coniston Water        | 363,12       |
| 7 novembre 1957   | Bluebird K7         | Donald Campbell                    |             | Coniston Water        | 384,75       |
| 10 novembre 1958  | Bluebird K7         | Donald Campbell                    |             | Coniston Water        | 400,12       |
| 14 mai 1959       | Bluebird K7         | Donald Campbell                    |             | Coniston Water        | 418,99       |
| 31 décembre 1964  | Bluebird K7         | Donald Campbell                    |             | Lac Dumbleyung        | 444,71       |
| 30 juin 1967      | Hustler             | Lee Taylor                         |             | Lac Guntersville      | 459,02       |
| 20 novembre 1977  | Spirit of Australia | Ken Warby                          |             | Blowering Dam         | 464,46       |
| 8 octobre 1978    | Spirit of Australia | Ken Warby                          |             | Blowering Dam         | 511,128      |

## Galerie

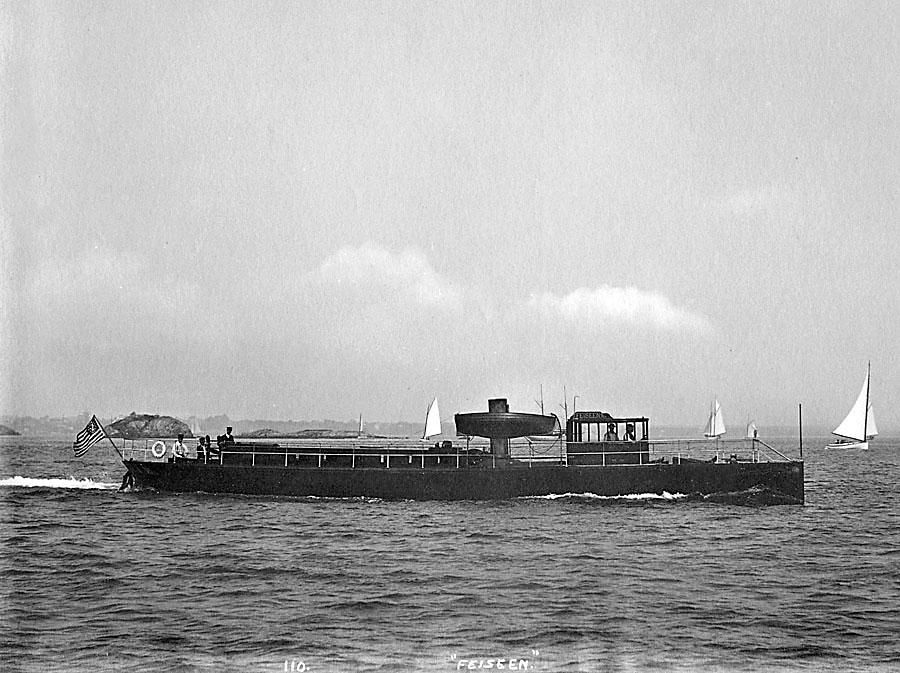
Le yacht à vapeur Feiseen de William Cogswell, avec lequel il établit son record du 25 août 1893 : 50,9 km/h
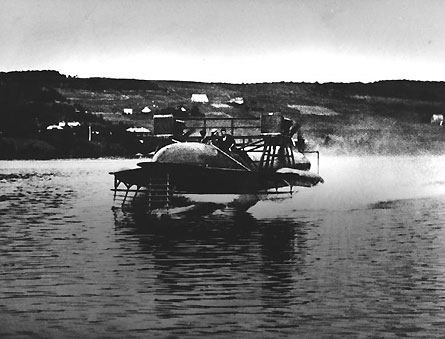
Le Bell HD-4 de Casey Baldwin, à Baddeck (Nouvelle-Écosse) en 1919
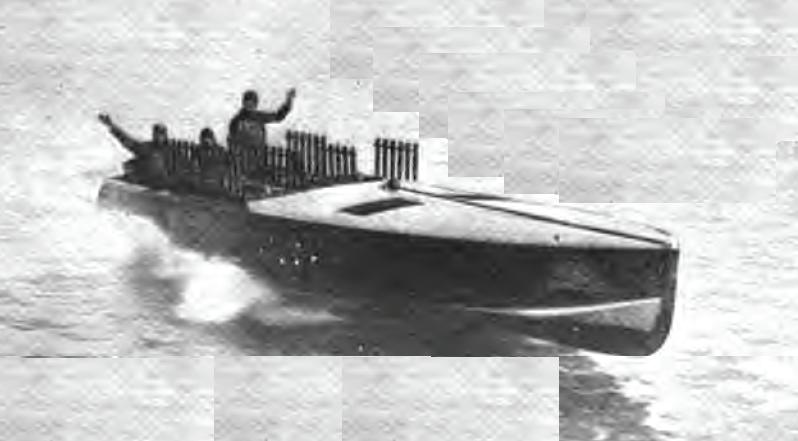
Miss America 2 de Garfield Wood, en 1921
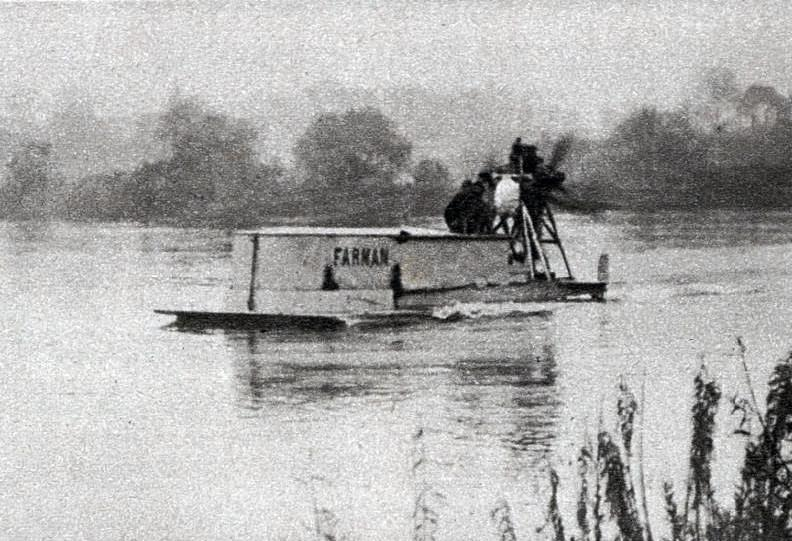
Jules Fisher (USA), le 10 novembre 1924 sur La Seine à Sartrouville, avec un hydro-glisseur Farman de 450 CV (140,645 km/h)
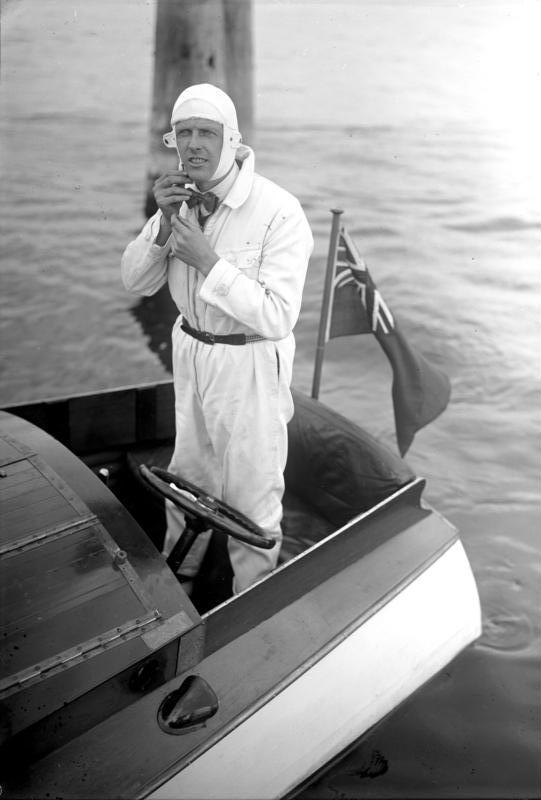
Henry Segrave, en juin 1930
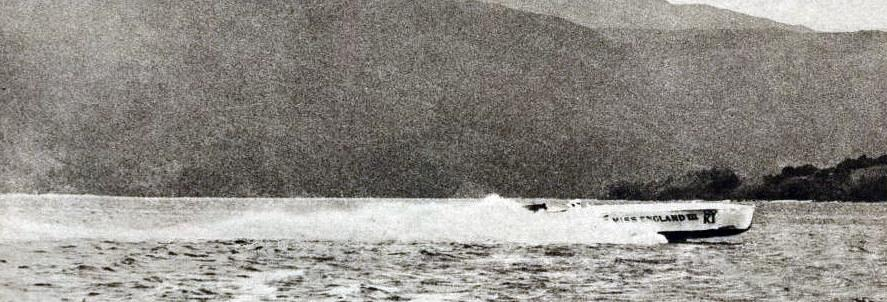
Kaye Don devant 20 000 spectateurs au Loch Lomond, sur Miss England III (192,82 km/h)
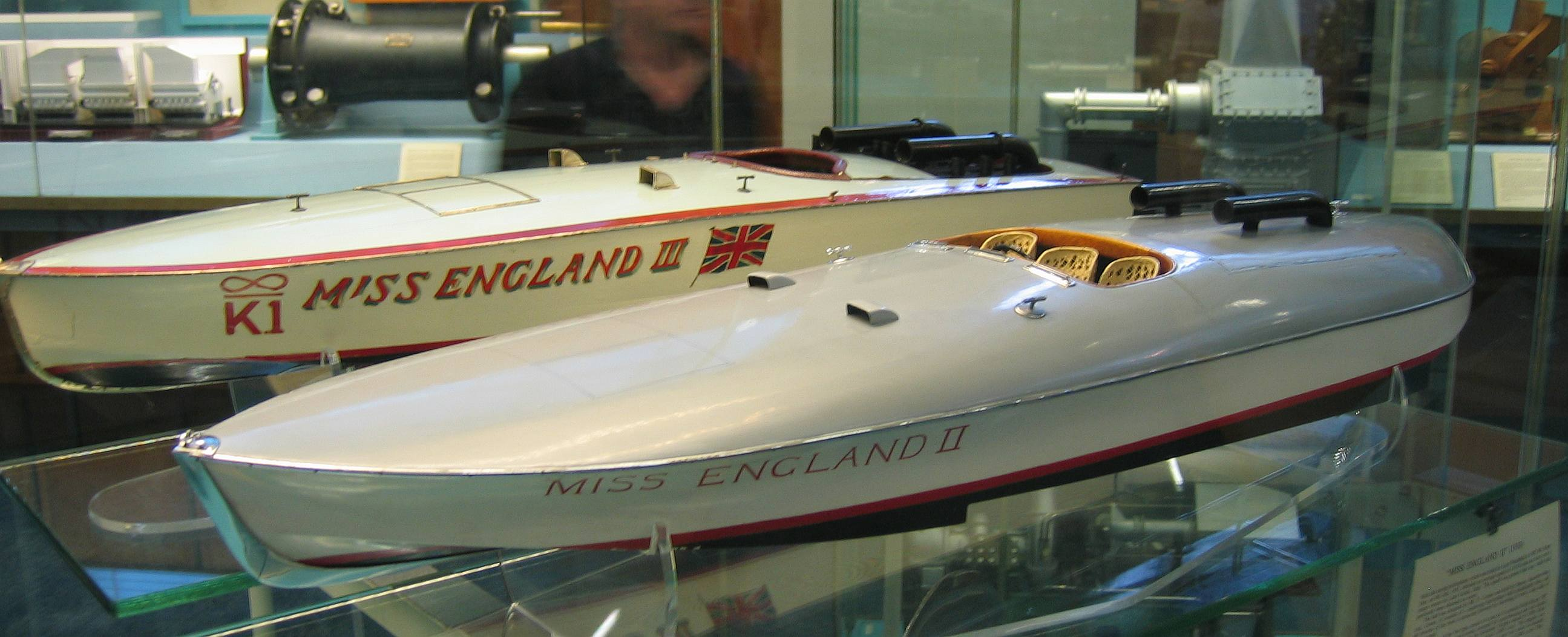
Miss England III de Keye Don (records du 18 juillet 1932), ici au Science Museum de Londres (en avant-plan Miss England II)
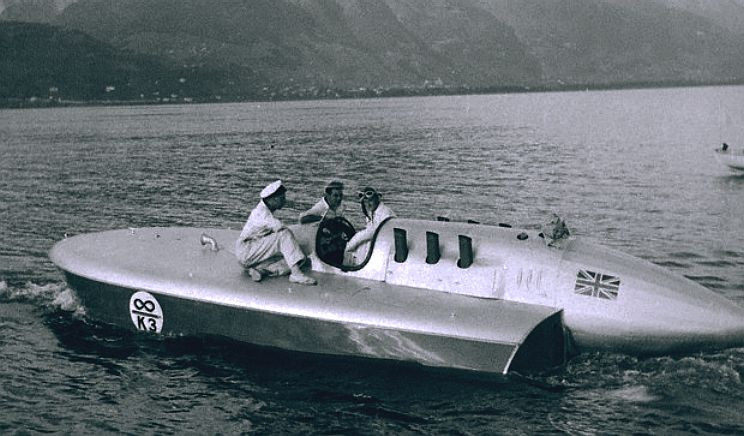
Le Bluebird K3 de Malcolm Campbell, au Lac Majeur début septembre 1937
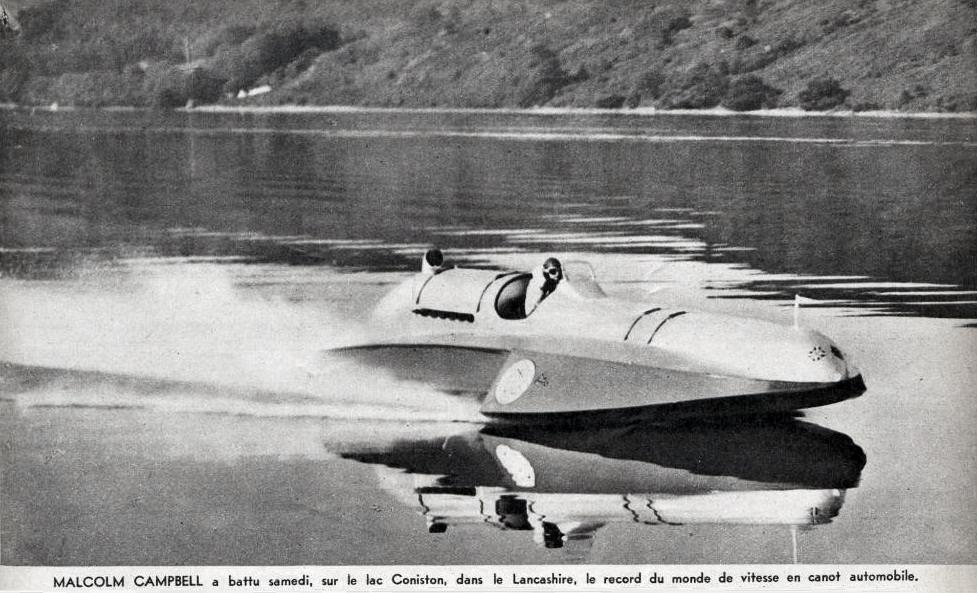
Malcolm Campbell le 19 août 1939 sur Bluebird K4 1 750 CV à Coniston Water, Lancashire
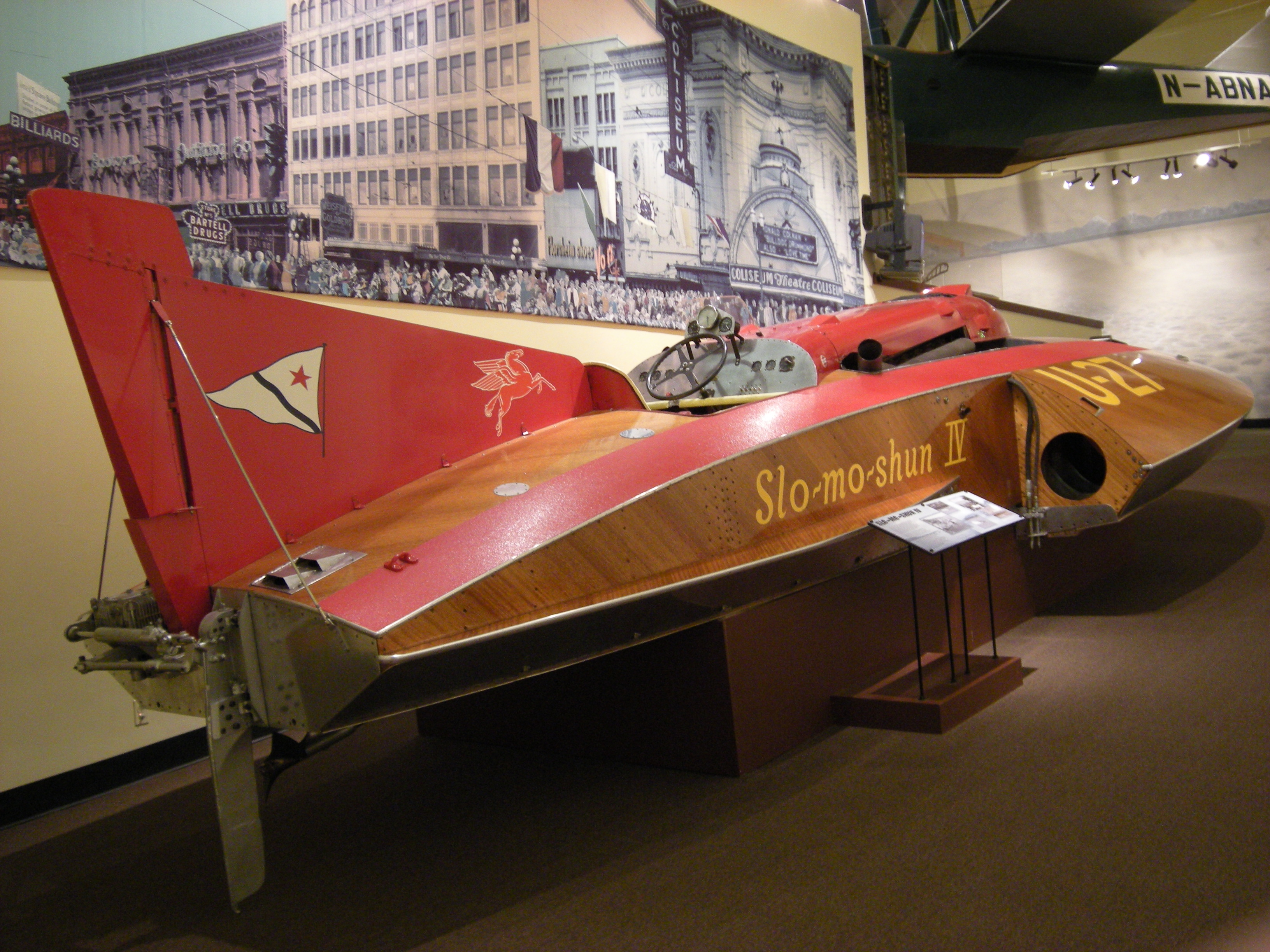
Slo-Mo-Shun IV de Stanley Sayres, recordman en 1950 et 1952, ici à Seattle (Museum of History and Industry)
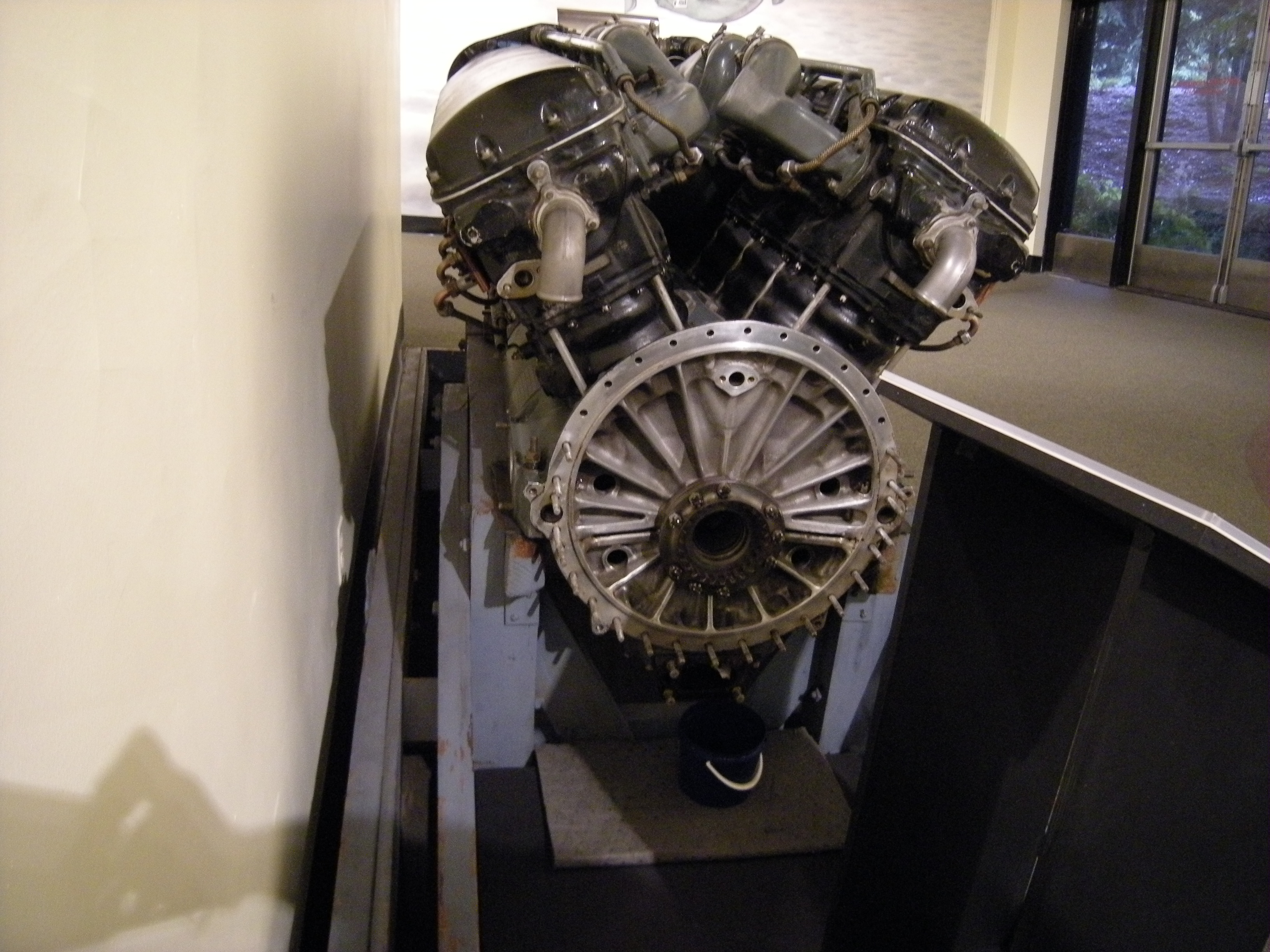
Le moteur Allison V-1710 de Slo-Mo-Shun IV
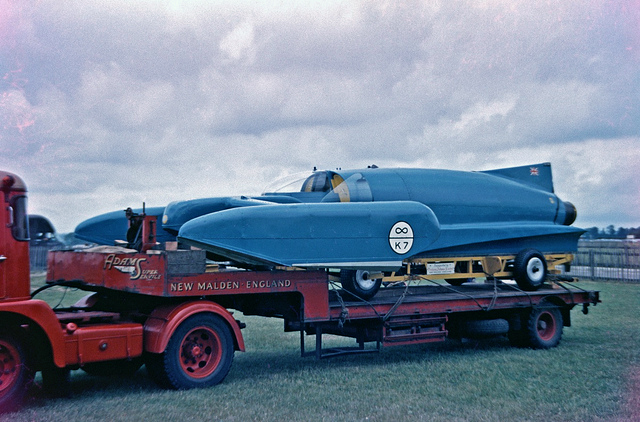
Le Bluebird K7 de Donald Campbell (7 records de 1955 à 1964), ici au Goodwood Motor Racing circuit en juillet 1960
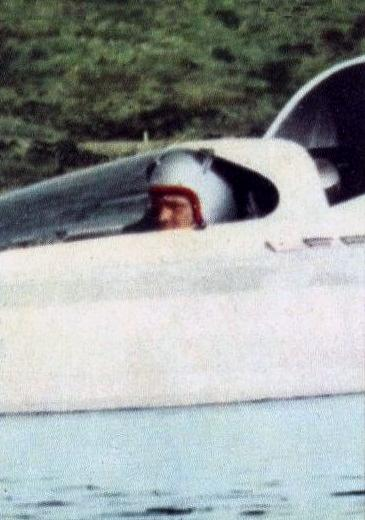
Lee Taylor, le 30 juin 1967 sur Hustler (lac de Guntersville)
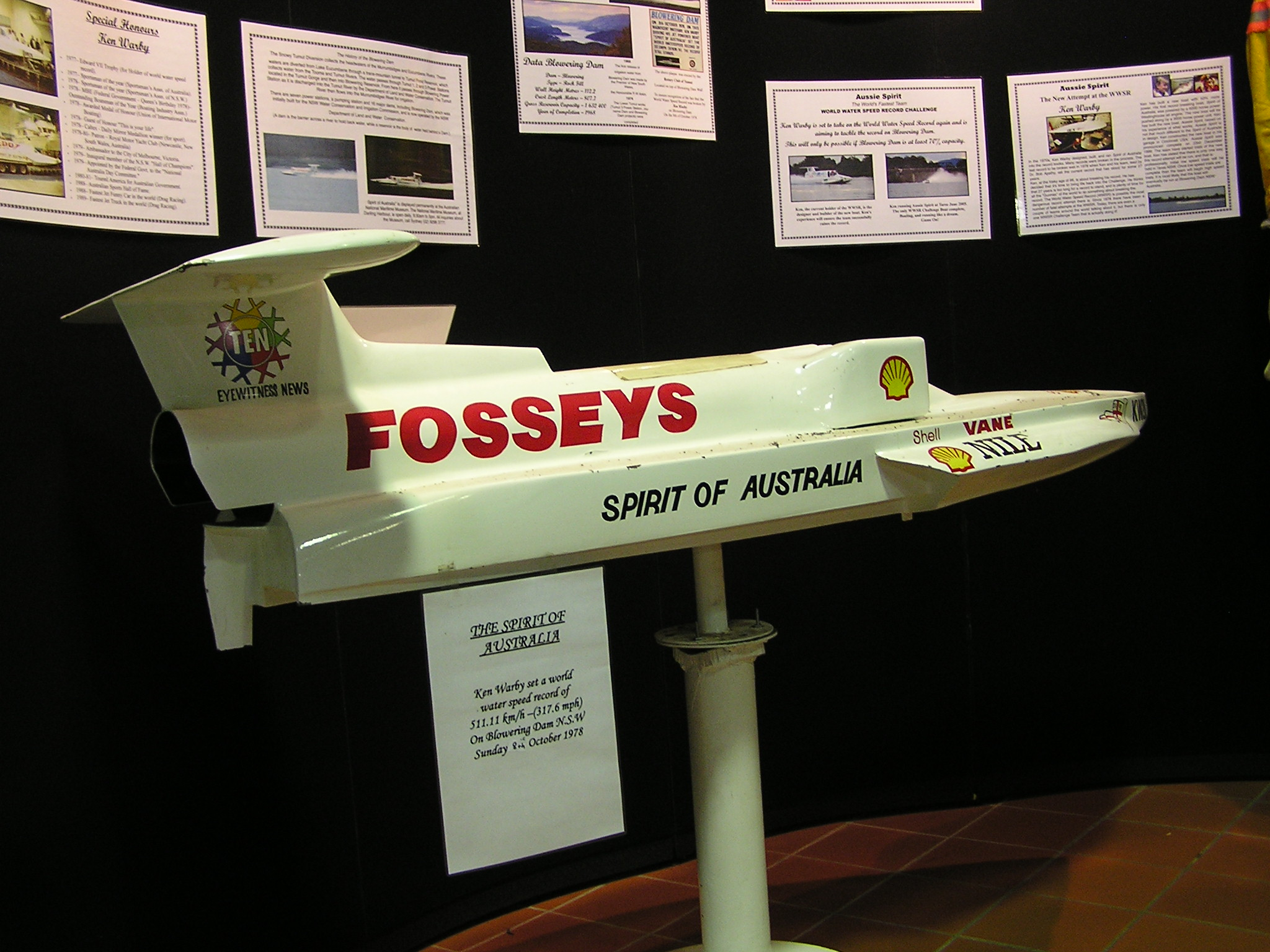
Un modèle de Spirit of Australia, avec lequel Ken Warby établit le record de 1978 à Blowering Dam (New South Wales, AUS)